# Stafford (Connecticut)
Stafford ist eine Stadt im Tolland County im US-Bundesstaat Connecticut, Vereinigte Staaten, mit 11.900 Einwohnern (Stand: 2004). Die geographischen Koordinaten sind: 41,99° Nord, 72,29° West. Das Stadtgebiet hat eine Größe von 152,2 km². 

Stafford wurde 1719 besiedelt.
Der Politiker und Vizegouverneur des Bundesstaates Connecticut Ephraim H. Hyde (1812–1896) wurde hier geboren. 